# Yole de Bantry
La yole de Bantry (ou « yole 1796 ») est une embarcation de bois se manœuvrant soit à l'aviron soit à la voile. Une yole, du XVIIIe siècle, parfois appelée « canot du commandant » ou « chaloupe amirale », a servi de modèle à la réalisation des yoles de Bantry actuelles. Depuis 1986, près de 80 yoles ont été construites sur le même modèle et la popularité de l’activité est grandissante.

## Historique

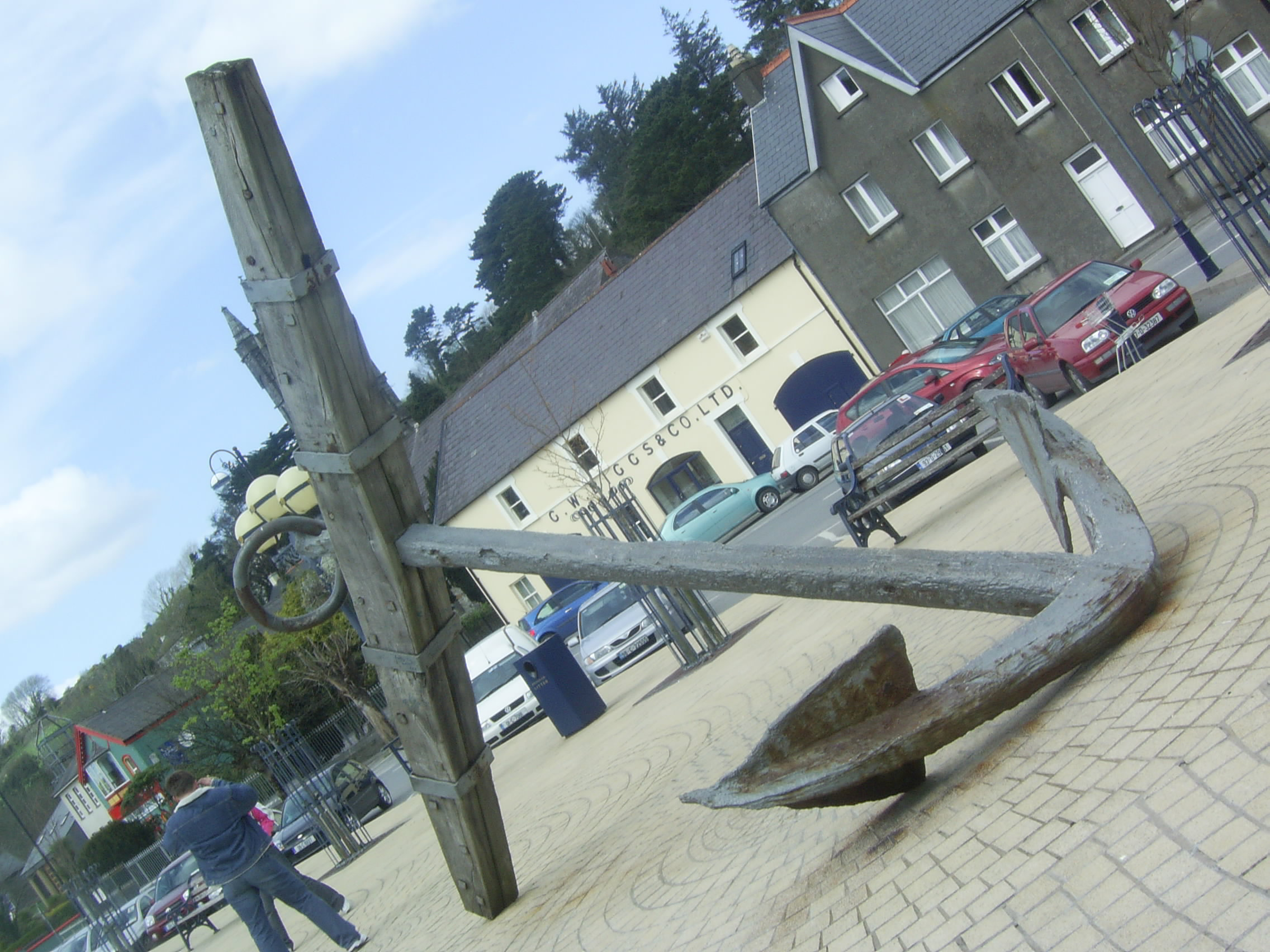
Une ancre de l'expédition d'Irlande (1796) découverte en Baie de Bantry.

La yole de Bantry est la réplique moderne d'une embarcation du XVIIIe siècle. Ce bateau était utilisé comme annexe d'un navire de la Marine française.
L'embarcation servait à transporter le capitaine d’un navire de guerre vers un autre navire ou bien vers la rive ; celui-ci, toutefois, n’était pas aux commandes de l'embarcation.
Le bateau d'origine ayant servi à la construction des yoles de Bantry est l'embarcation personnelle de l'amiral Nielly, qui avait mis sa marque à bord de la frégate La Résolue utilisée durant l'expédition d'Irlande (1796). Cette yole est le plus vieux navire de patrimoine français encore intact à ce jour.
C’est en 1796, alors que le pays était en pleine Révolution, qu’une flotte de bateaux français fut envoyée en Irlande afin de soutenir les Irlandais dans leur lutte contre l’Angleterre. Arrivée en Baie de Bantry, la flotte dut faire face à un violent orage qui endommagea plusieurs bateaux.

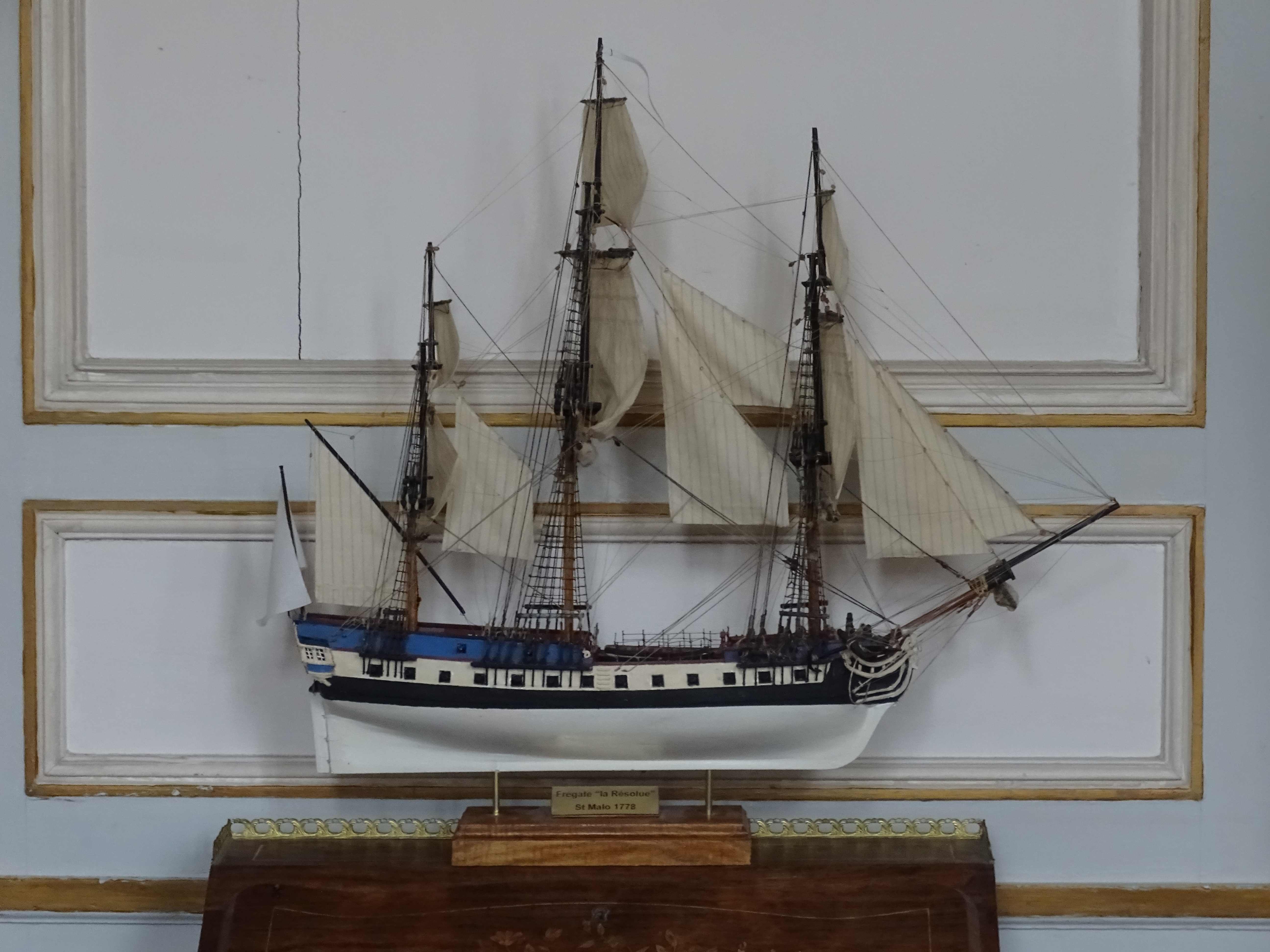
La frégate La Résolue

Le 22 décembre, La Résolue, une frégate française, est percutée par le vaisseau Le Redoutable. Deux jours plus tard, l'amiral Nielly envoie sa yole afin de demander des secours. Malgré des vents forts, la yole, commandée par un jeune lieutenant originaire de l'île de Groix, aborde le rivage sans dommage. Peu après son débarquement, l'équipage est capturé par des irlandais pro-britanniques.
Richard White, le capitaine du détachement, conserve la yole dans sa maison familiale, la Bantry House ou Seafield, au sud de la Baie de Bantry, où elle est préservée pendant plus d’un siècle. En 1944 elle est offerte au Musée national d'Irlande à Dublin.
Cette embarcation a été exposée au Musée national maritime d’Irlande à Dún Laoghaire avant d'être installée actuellement au Musée national d'Irlande à Dublin.
En 1982, l’Américain Lance Lee et le Français Bernard Cadoret découvrent la yole de 1796 en Irlande et en dressent les plans pour servir de modèle afin d’organiser des compétitions amicales entre jeunes marins des deux bords de l'Atlantique (Atlantic challenge).
L’appel de la revue Chasse-Marée pour le « Défi Jeunes Marins 2000 » a permis le lancement en France d'une trentaine de yoles de Bantry qui se sont retrouvées aux Fêtes maritimes de Brest 2000.

## 34 yoles de Bantry en France

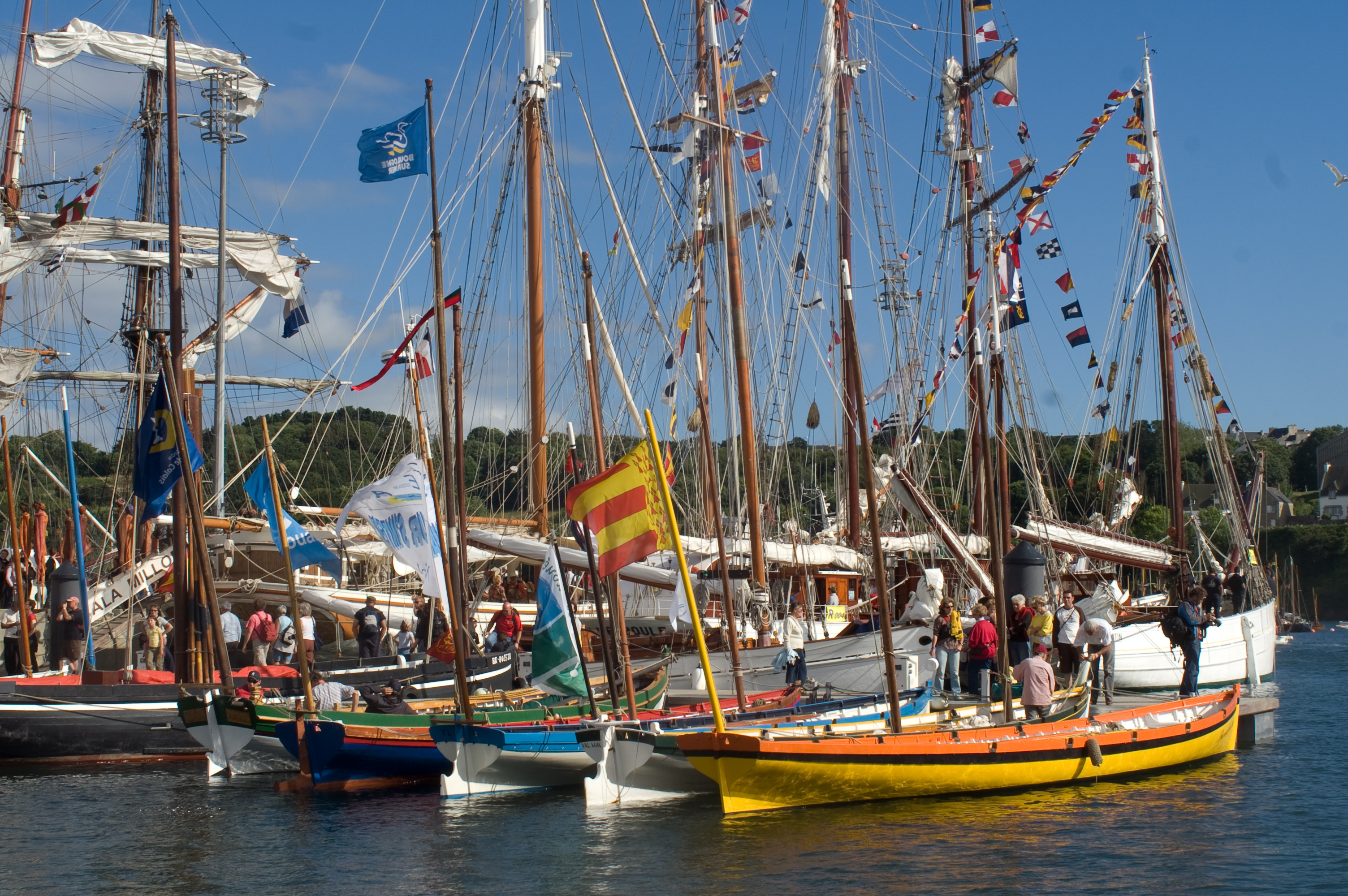
Les yoles de Bantry aux Fêtes maritimes de Douarnenez

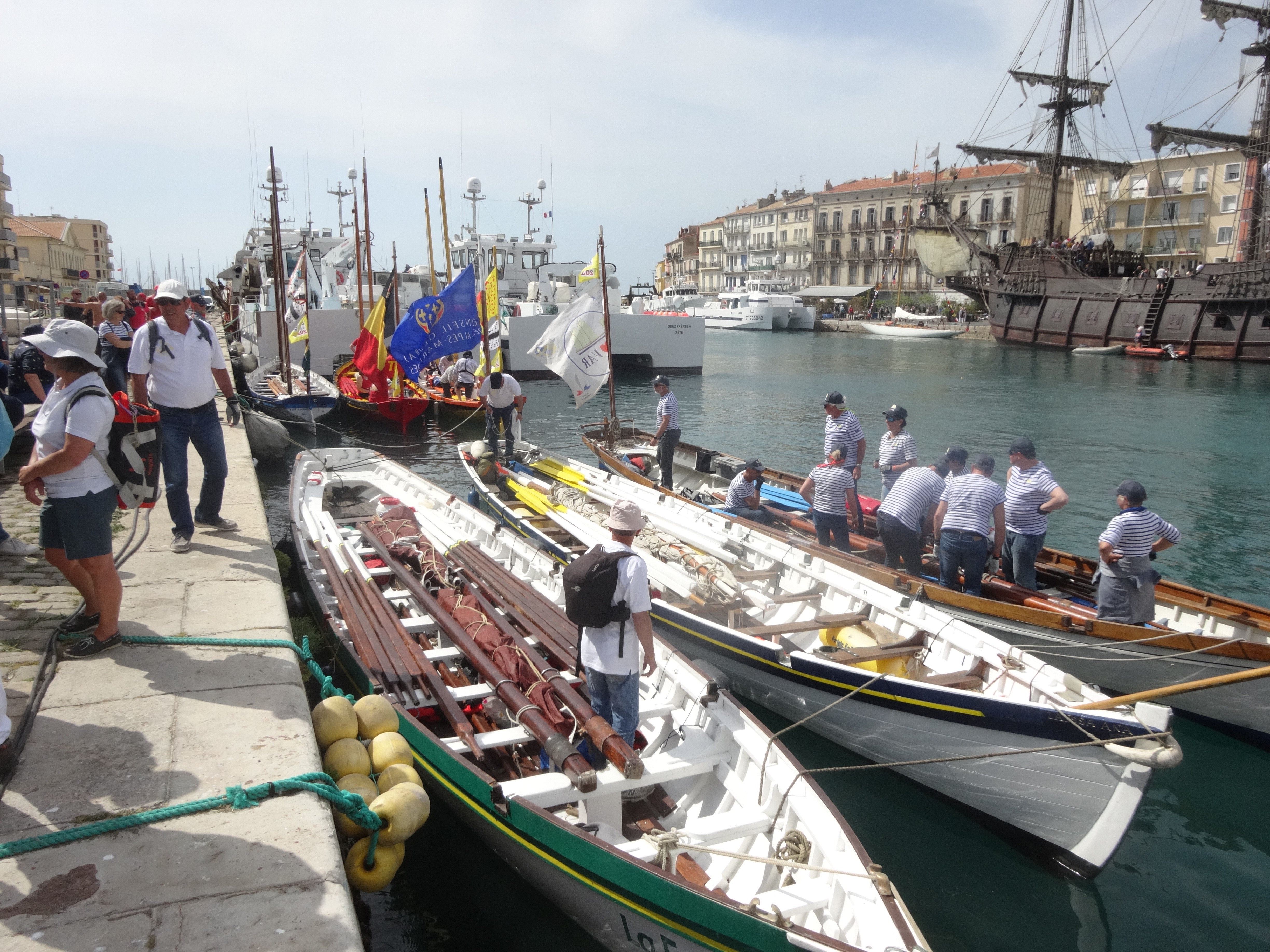
Les yoles de Bantry à Escale à Sète

Il existe actuellement 34 yoles de Bantry en France : De Dunkerque à Villefranche, en passant par Cherbourg ou Niort, elles sont présentes tout au long de la Mer du Nord, la Manche, l’Atlantique et la Méditerranée.
Deux yoles (Fraternité et Amitié) ont été lancées dans les années 1980 pour l’Atlantic challenge. Les autres yoles de Bantry répondent au concours du Chasse-Marée pour le « Défi Jeunes Marins 2000 » ou ont été construites depuis.
Les yoles se confrontent régulièrement lors de grands rassemblements de yoles de Bantry : « Défis Jeunes Marins » de Brest (2000), Toulon (2004), Québec (2008) et Dunkerque (2011), Régates internationales de yoles de Bantry de Marseille, Défi Breton dans le Golfe du Morbihan (2014).
Elles participent à de nombreux rassemblements locaux de bateaux traditionnels et se retrouvent souvent à de grands évènements comme les Fêtes maritimes de Brest / Douarnenez, la Semaine du Golfe du Morbihan, la Vogalonga de Venise, Escale à Sète, les Rendez-vous de l'Erdre à Nantes etc.
Les yoles de Bantry de France sont regroupées, avec d’autres petits bateaux traditionnels, au sein de la Fédération Voile Aviron (FVA) qui actualise constamment l’annuaire des yoles.

## Quatre-vingts yoles réparties sur quatre continents
De 1980 à nos jours, 80 yoles de Bantry (en anglais Bantry Bay Longboat ou Bantry Bay Gig) ont été lancées dans tous les continents, en particulier à l’occasion de l’Atlantic challenge.
Parmi celles-ci :

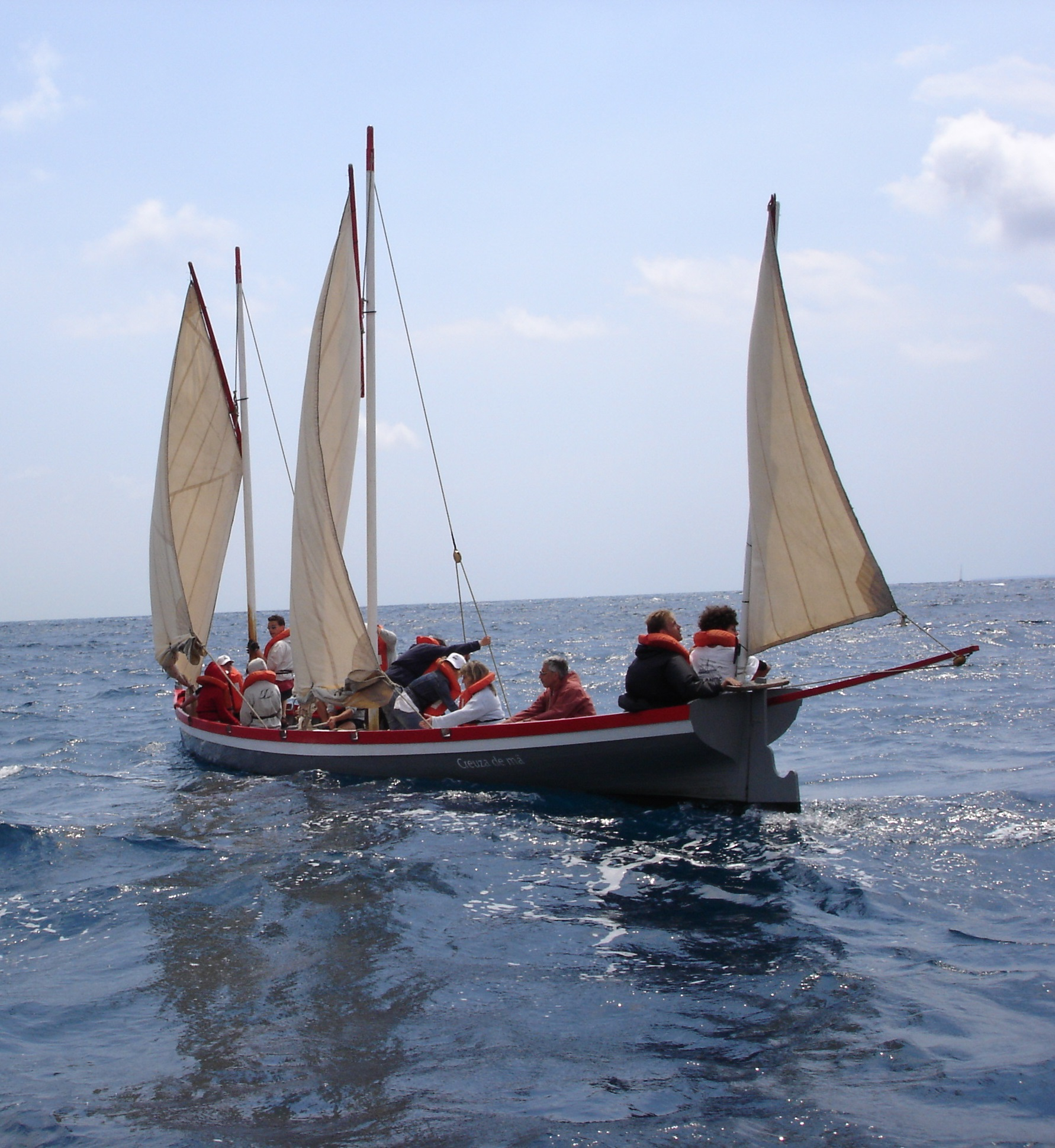
Creuza de mä, yole de Bantry basée à Gênes (Italie) naviguant en rade de Villefranche.

- Belgique : Carolus Quinto I et II (Gand), Zinneke et Uilenspiegel (Bruxelles)
- Suisse : Perspectives (Lac de la Gruyère)
- Italie : Creuza de mä[8] (Gênes)
- Pays basque espagnol : Lafayette (Pasaia)
- Irlande : Unité, Sureté », Fionnbarra, An Seabhac Mara, Sionn Mara
- Irlande du Nord : Harmonie
- Écosse : Bien Trouvé
- Grande-Bretagne : Intégrité, Cwch John Kerr
- Danemark : Solidarité
- Finlande : Équité
- Suède : Hugin, Munin
- Russie : Dignité, Enchanté, Mechta, Alpha, Bravo, Nati
- Québec : Dauphine, Sault-au-Matelot, Dame de Forillon
- Canada : Vitalité, Ténacité, Diversité
- États-Unis d’Amérique : Liberté, Égalité, Communauté, Félicité, Humanité, Vérité, Loyauté, Joie de vivre
- Guinée équatoriale : Cefiro, Alizio
- Indonésie : Merdeka, Baïta Sena
- Ukraine : Garuda (ex Indonésie)
- Lituanie : Rojo Seguro (ex Indonésie)

### Liste mondiale des yoles de Bantry
Vous trouverez ici la liste complète des Yoles de Bantry à travers le monde (World Register of Bantry Bay Gigs). Elle est mise à jour régulièrement en fonction des informations obtenues.
À cette liste est annexée désormais une base de photos où les yoles sont classées avec la même numérotation.

## Description

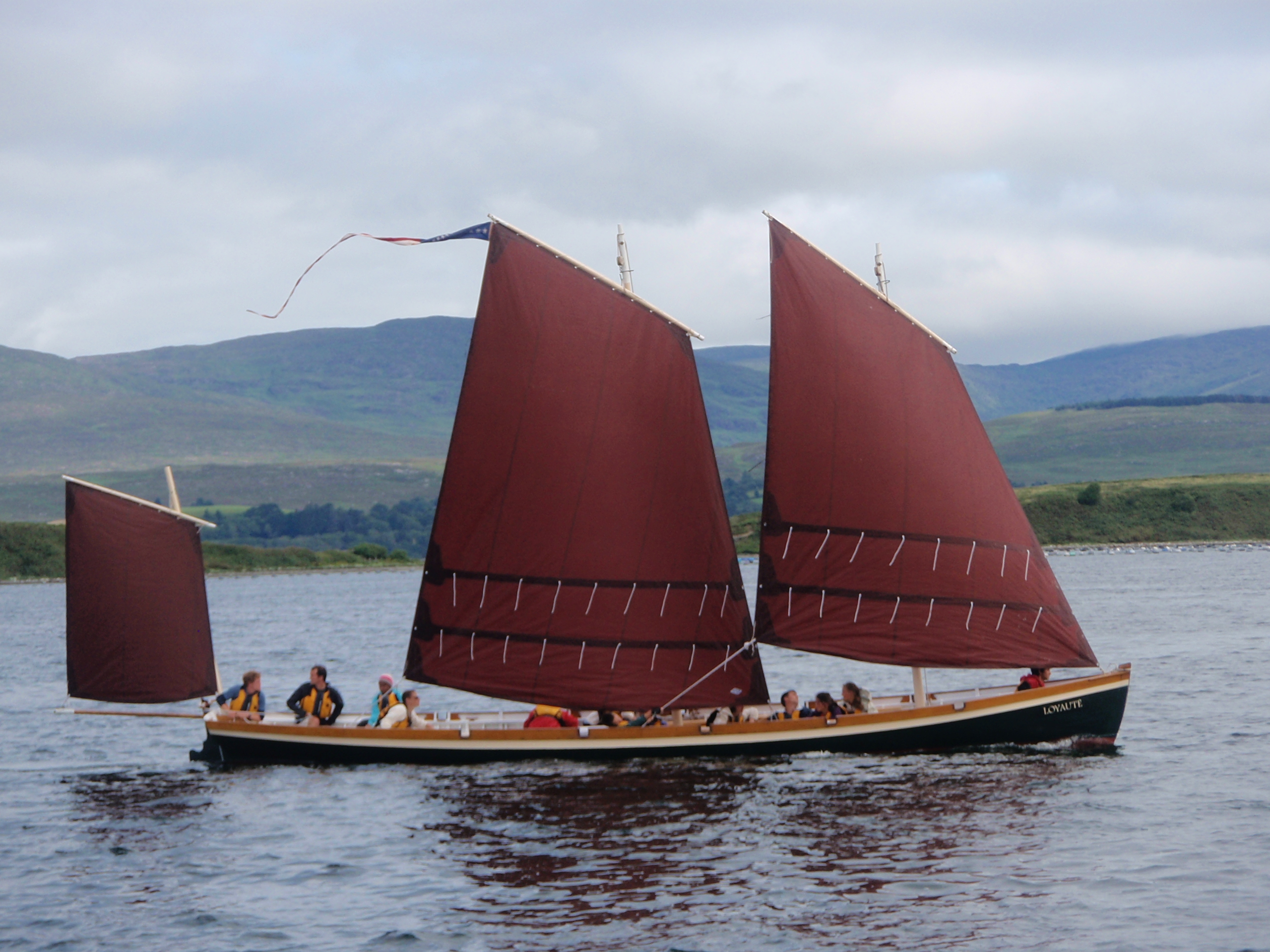
Les trois voiles d'une yole de Bantry (Loyauté, États-Unis).

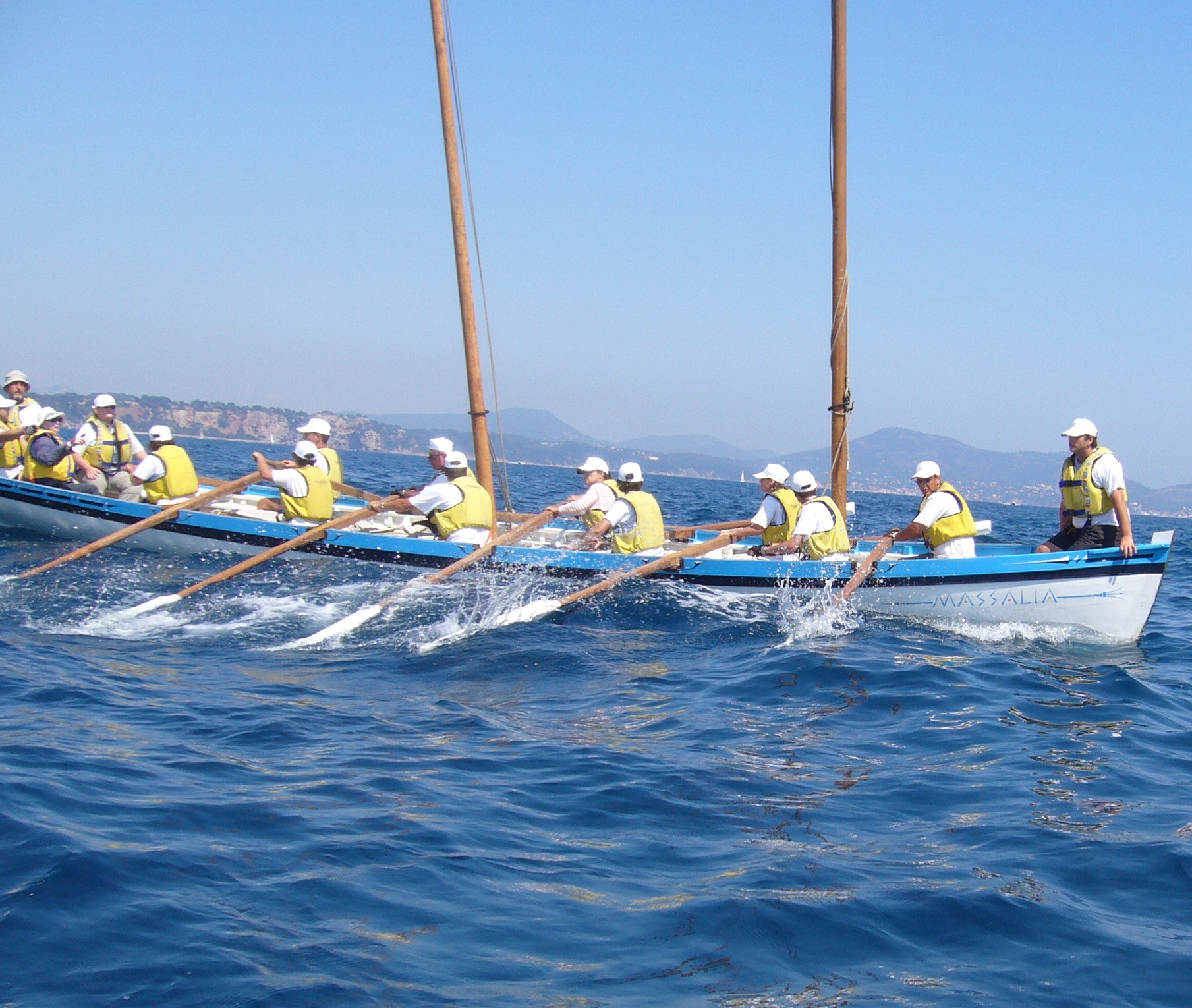
La yole Massalia de Marseille lors d'une régate d'aviron.

La yole de 1796 était, pour l’époque, un bateau très rapide, mais surtout très manœuvrant. Elle pouvait facilement se déplacer entre des quais et des bateaux. De plus, son faible tirant d’eau lui permettait de se déplacer dans des zones peu profondes.
La yole de Bantry est une longue embarcation de 11,64 m. légèrement relevée à l’avant et à l’arrière.
Sa fine étrave comporte une courte tête permettant d’amarrer la yole.
La poupe est équipée d’un tableau. Le safran, facilement amovible, est habituellement surmonté par une barre à tire-veille permettant son utilisation quand le mât de tapecul, situé en bordure du tableau, est en place.
Entre les bancs de nage et le tableau, la partie arrière de la yole est appelée la « chambre ». Disposant de bancs de chaque côté de la yole, elle permet de recevoir des passagers.
En version aviron, la yole borde dix avirons, de plus de 5 m. de long. Ils sont disposés « en pointe » : placés en quinconce, un par banc, les équipiers utilisent leurs avirons face au bord opposé en les faisant reposer dans des « portières de fargue » creusées dans le plat-bord.
En version voile, la yole utilise trois voiles au tiers :
- la misaine est à l'avant du bateau ;
- le taillevent ou grand-voile est au centre (c'est la voile principale du navire) ;
- le tapecul est à l'arrière (son point d'écoute est écarté de la poupe par une queue de malet).

Habituellement la yole de Bantry ne fonctionne pas simultanément à la voile et à l’aviron. À la voile, des avirons placés à l’avant peuvent parfois aider à virer de bord.

## Fonctionnement

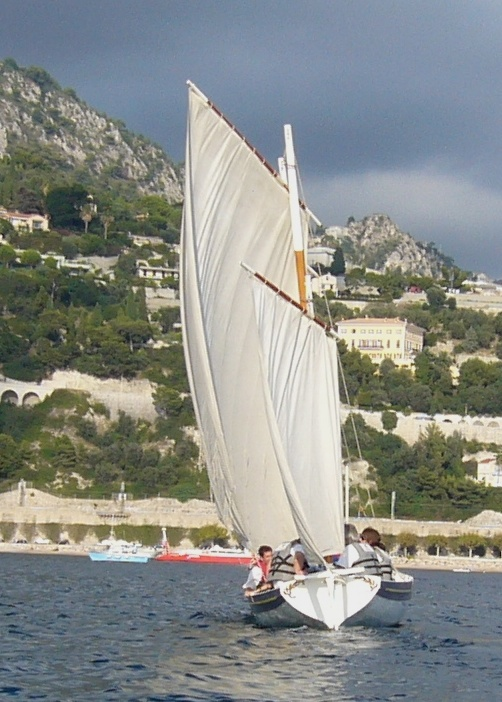
La yole de Bantry Laïssa Ana aux "Rencontres des Yoles de Méditerranée" à Villefranche-sur-Mer.

Un équipage complet pour une yole de Bantry comporte 13 personnes soit 10 nageurs (rameurs), 1 brigadier avant, 1 brigadier arrière et 1 chef de bord. Ce nombre n’est cependant pas obligatoire pour la bonne marche du bateau. En fonction des conditions, de l’expérience des marins et des membres disponibles, l’embarcation pourra fonctionner avec un équipage réduit ou, au contraire, embarquer quelques passagers de plus.
Le responsable de l’embarcation est appelé chef de bord ou encore patron.
Le chef de bord prend place face aux nageurs, à l’arrière du bateau. Son rôle consiste à commander les manœuvres, qu’il s’agisse des mouvements d'aviron ou des manœuvres des voiles. Il est aussi à la barre, c'est-à-dire qu’il dirige l’embarcation.
Dix membres de l’équipage sont appelés nageurs, bien qu’ils soient également responsables des manœuvres des voiles. Chaque nageur est assis seul sur un banc faisant face au chef de bord (donc tournant dos à l’avant du bateau). Les cinq nageurs assis du côté bâbord manœuvrent les avirons du côté tribord et de la même manière les cinq autres nageurs assis côté tribord utilisent les avirons bâbord. Étant donné la taille imposante des avirons, la majorité des mouvements doit être synchronisée et une très bonne coordination de l'équipe est nécessaire pour des manœuvres plus complexes, comme la mise à l’eau des avirons.
Le nageur situé le plus à l’arrière de la yole est appelé chef de nage. Il a la tâche supplémentaire de devoir donner et garder la cadence pour les autres nageurs.
Bien qu’il y ait certaines exceptions, la navigation sous voile se fait lorsque tous les avirons sont rangés à bord du bateau. À ce moment, chaque nageur adopte un rôle différent afin d’exécuter les manœuvres des voiles. Malgré le fait que le rôle, le titre et la position des membres de l’équipage varient d’équipe en équipe lors de ces manœuvres, on retrouve généralement des postes fixes comme le maître de mât, qui hisse et affale la voile du mât dont il a la responsabilité, ou encore les responsables des écoutes, qui s’occupent du réglage des voiles.
Pour compléter cet équipage, deux brigadiers sont placés respectivement à l’avant du bateau et à l’arrière, dans la chambre arrière. Ils servent pendant les phases d'arrivée et de départ du bateau à l'amarrer et à larguer les bouts. Pendant les phases de voile, le brigadier avant surveille le plan d'eau pour éviter tout risque de collision, tandis que le brigadier arrière aide le chef de bord pendant les manœuvres.

## Atlantic Challenge

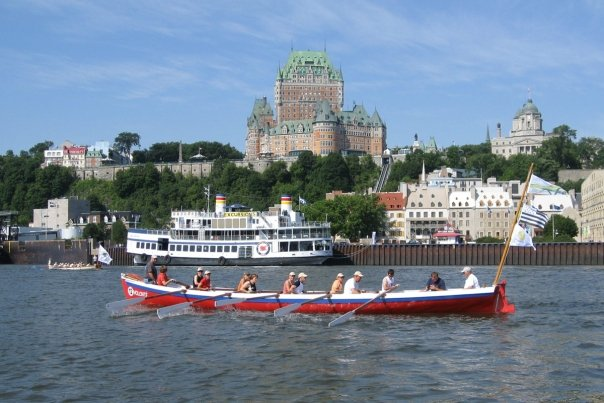
Volonté, yole de Bantry de Treizour, sur le fleuve Saint-Laurent, durant lAtlantic Challenge.

L'Atlantic Challenge est la principale compétition internationale de yoles de Bantry. Elle se déroule tous les deux ans dans un pays différent.
Autre titre de l'épreuve : " International Contest of Seamanship ".
La dernière épreuve de l'Atlantic Challenge a eu lieu en juillet 2018 en Irlande du Nord à Antrim.

## Archives photographiques internationales
L'International Bantry Gig Repositaryregroupe des photos de toutes les yoles et des différents rassemblements. Ce site internet, développé par l'association Bruxelloise Zinneke Brussels, comprend une base photographique, complétée à l'avenir par les apports d'associations, fédérations ou trustees de l'IAC détenteurs de photos de 30 ans d'activité.

## Galerie photos

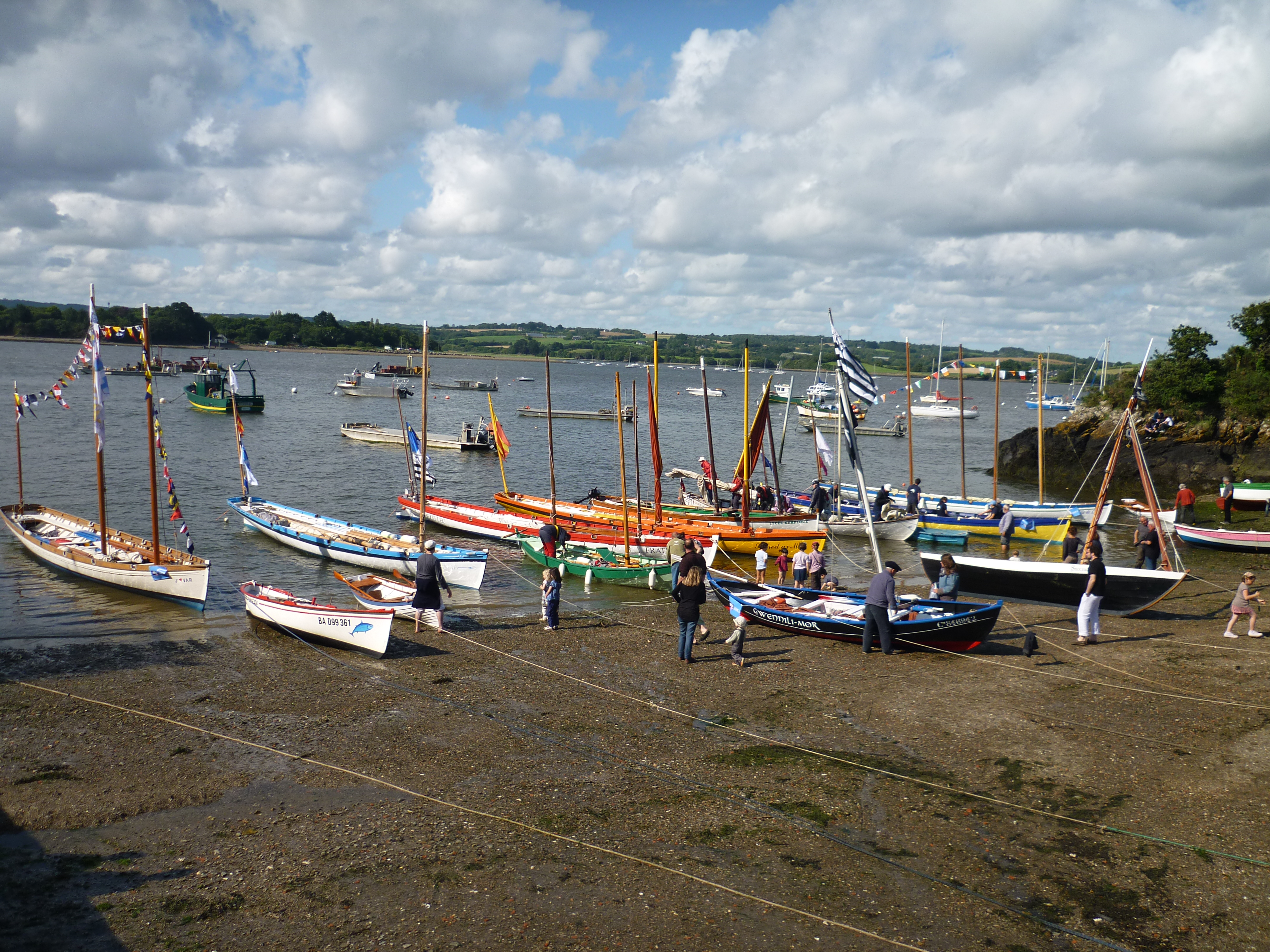
Rassemblement de yoles en rade de Brest
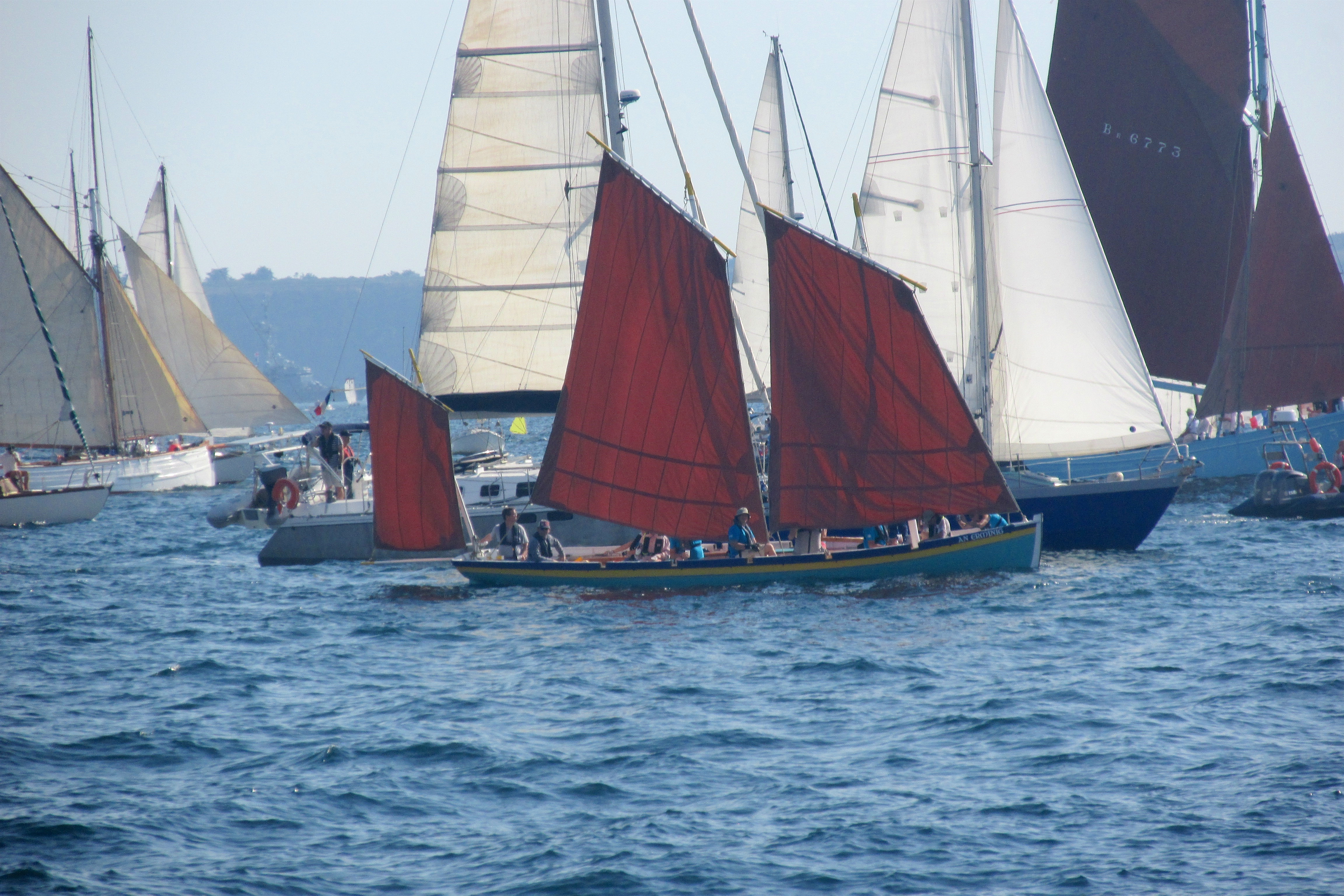
An Erminig, Séné
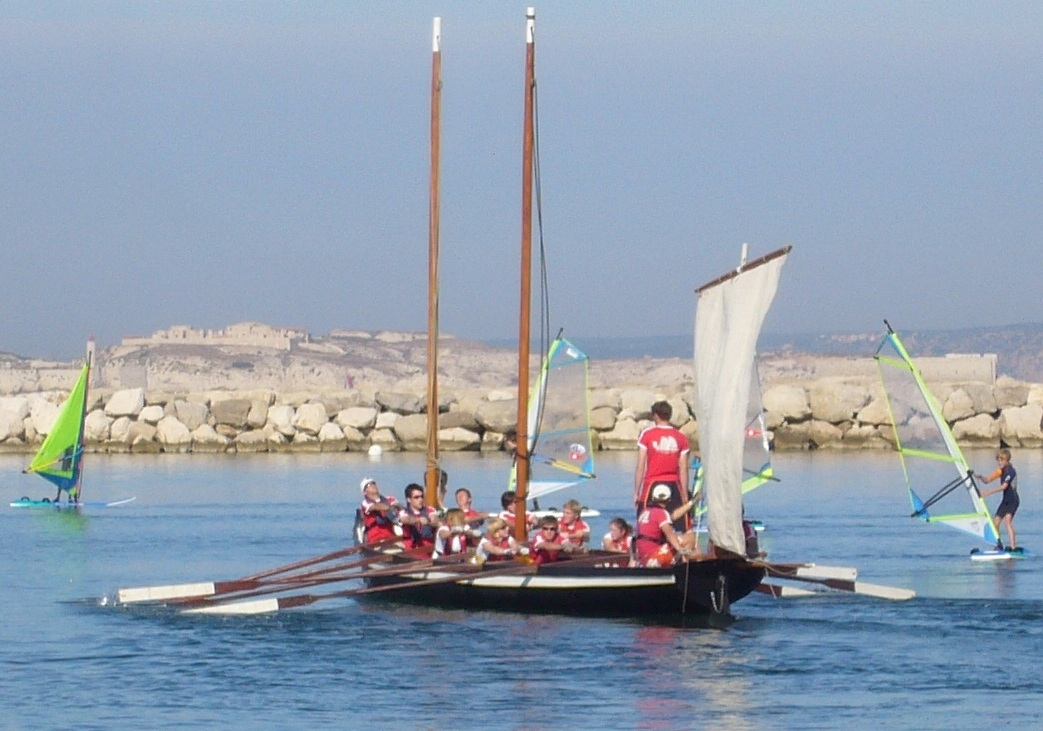
Carolus Quinto, Gand, Belgique
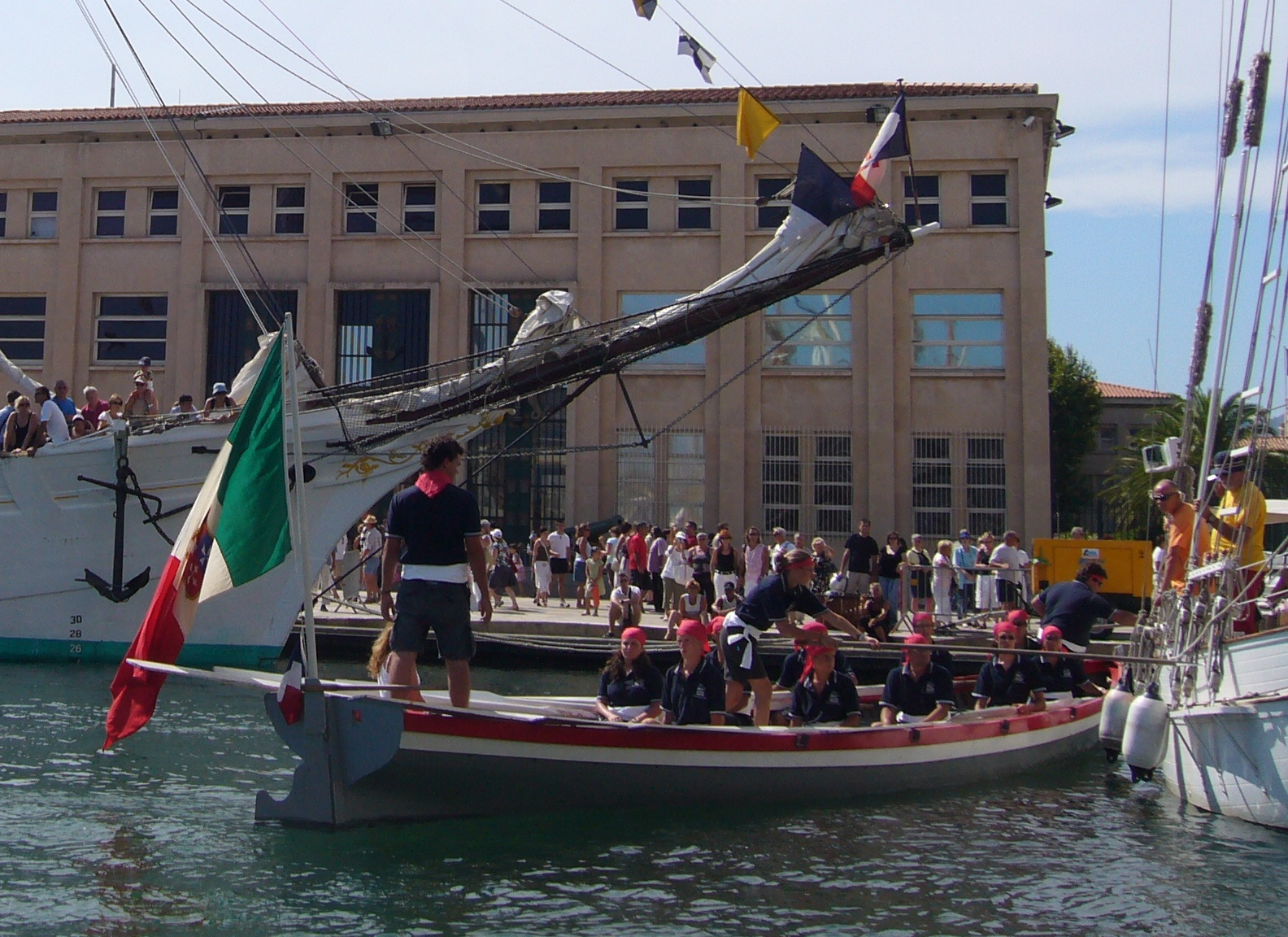
Creuza de Mä, Gênes, Italie
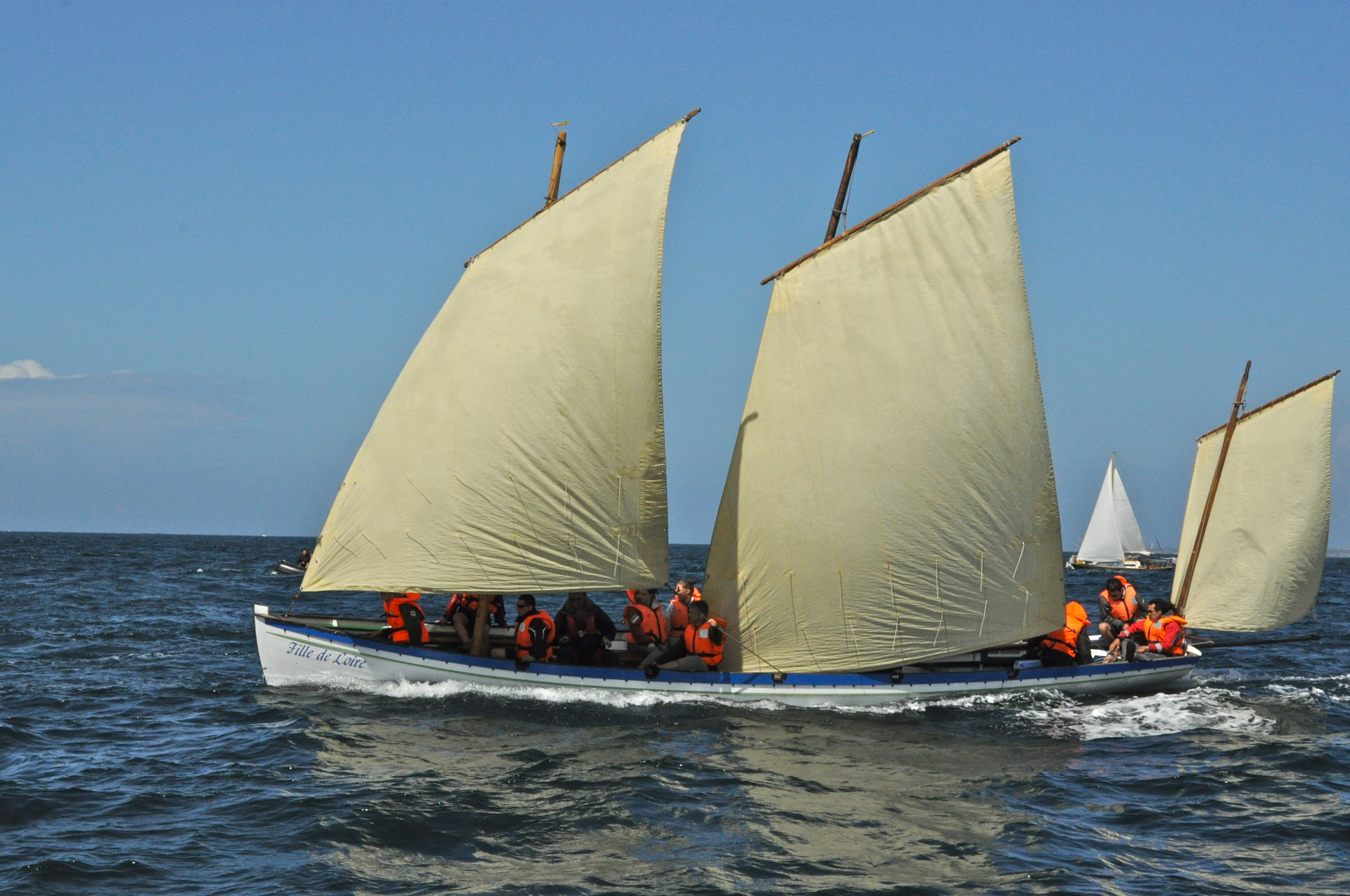
Fille de Loire, Ancenis
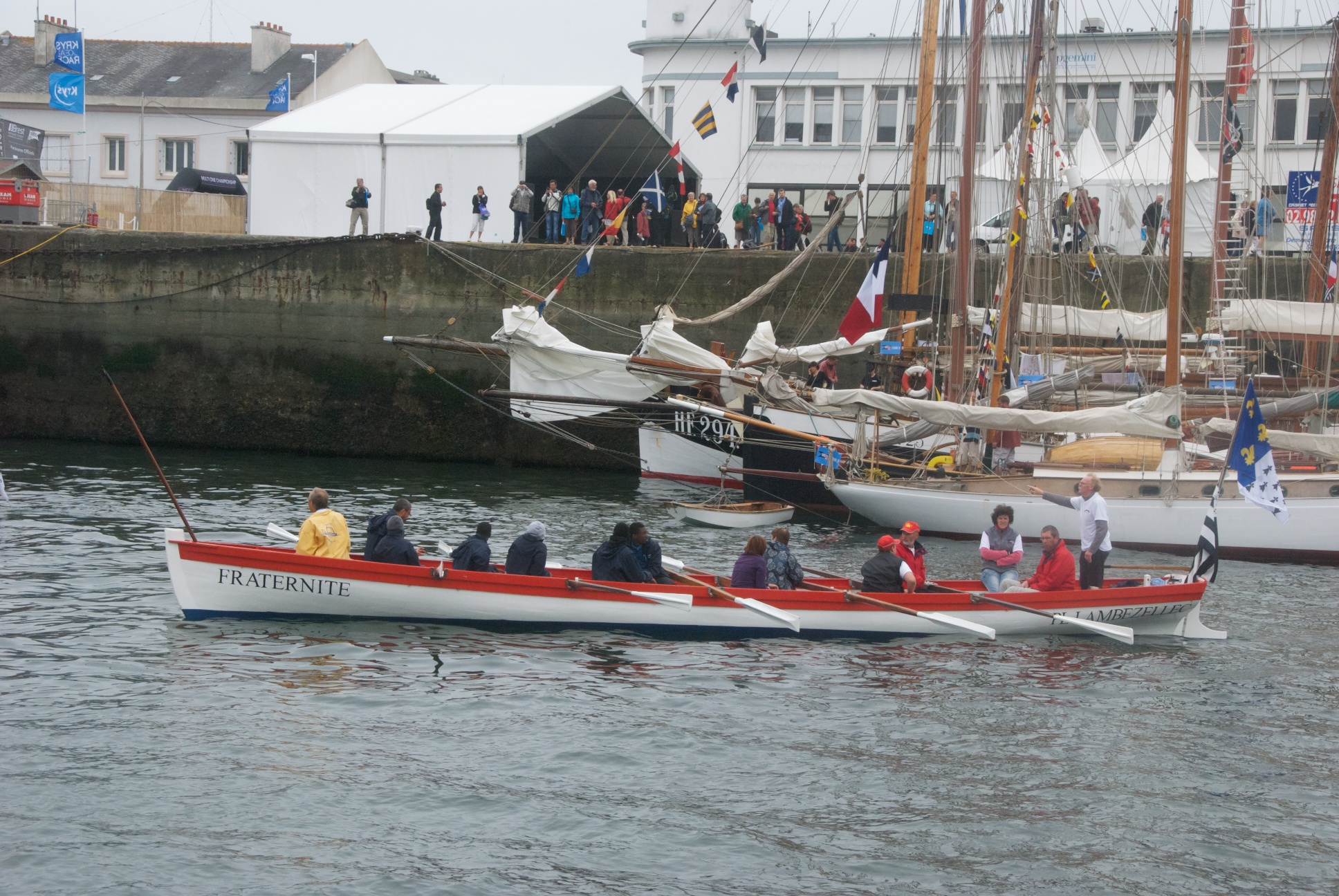
Fraternité, Brest
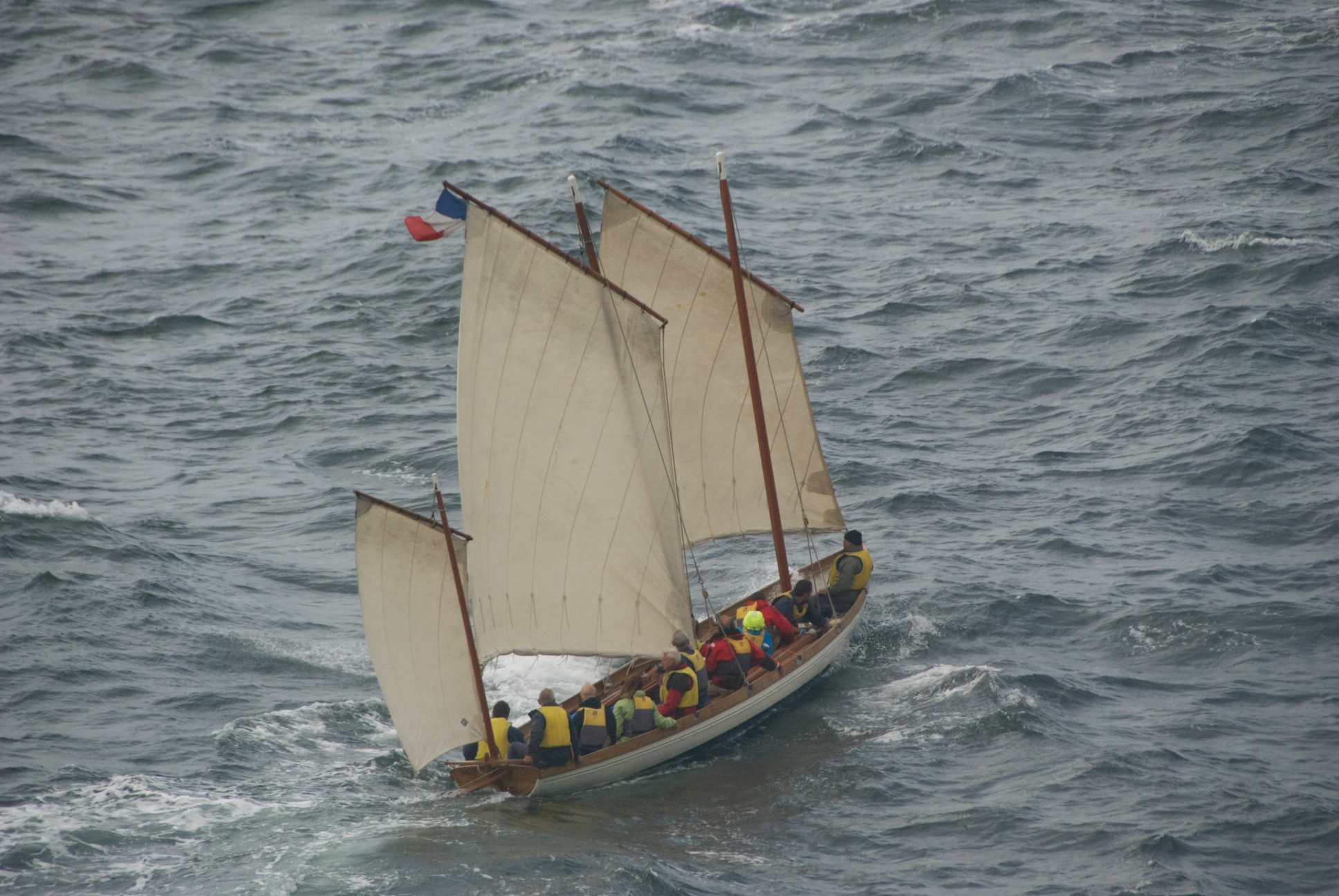
Jemvar, Toulon
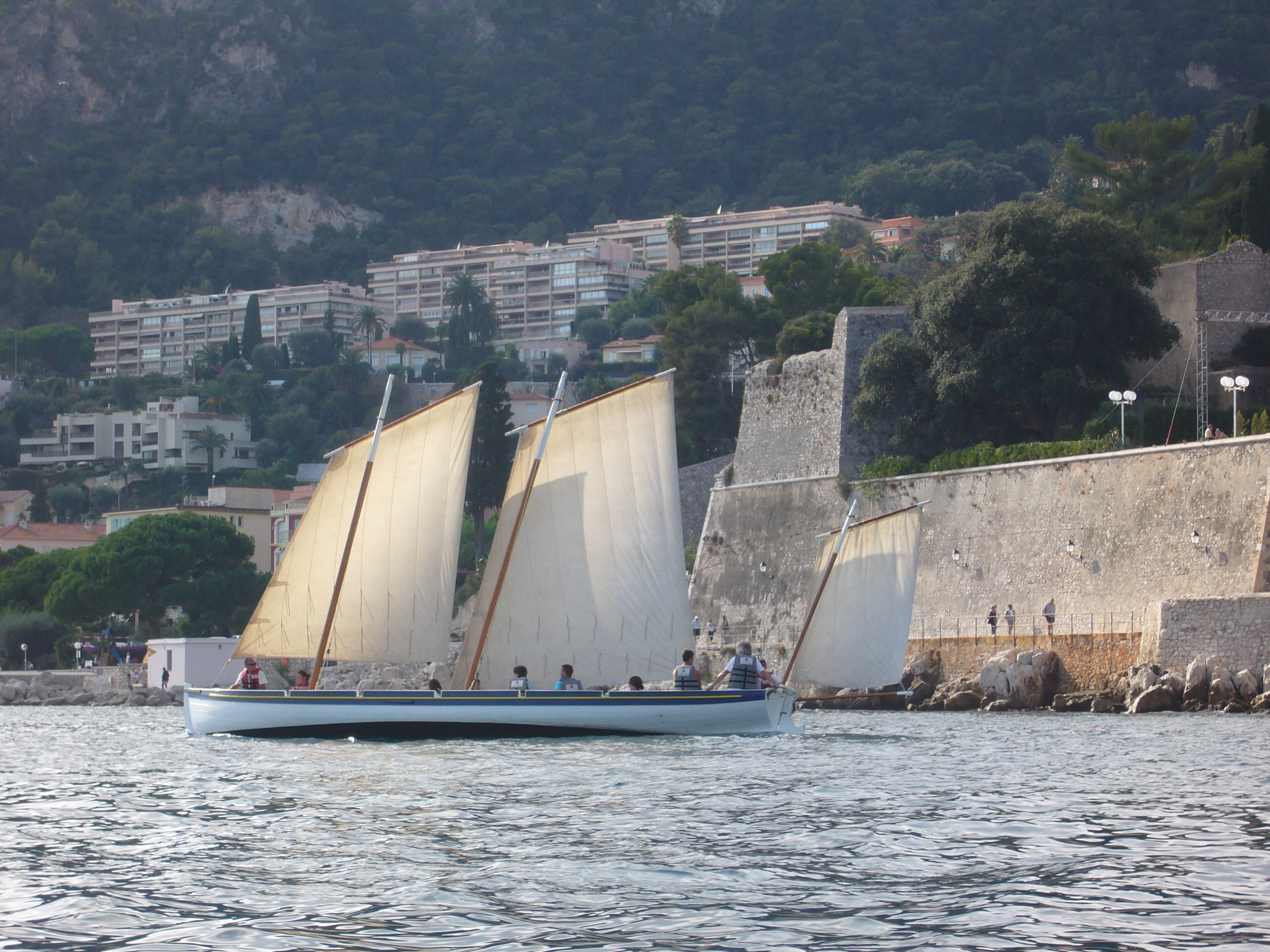
Laïssa Ana, Villefranche-sur-Mer
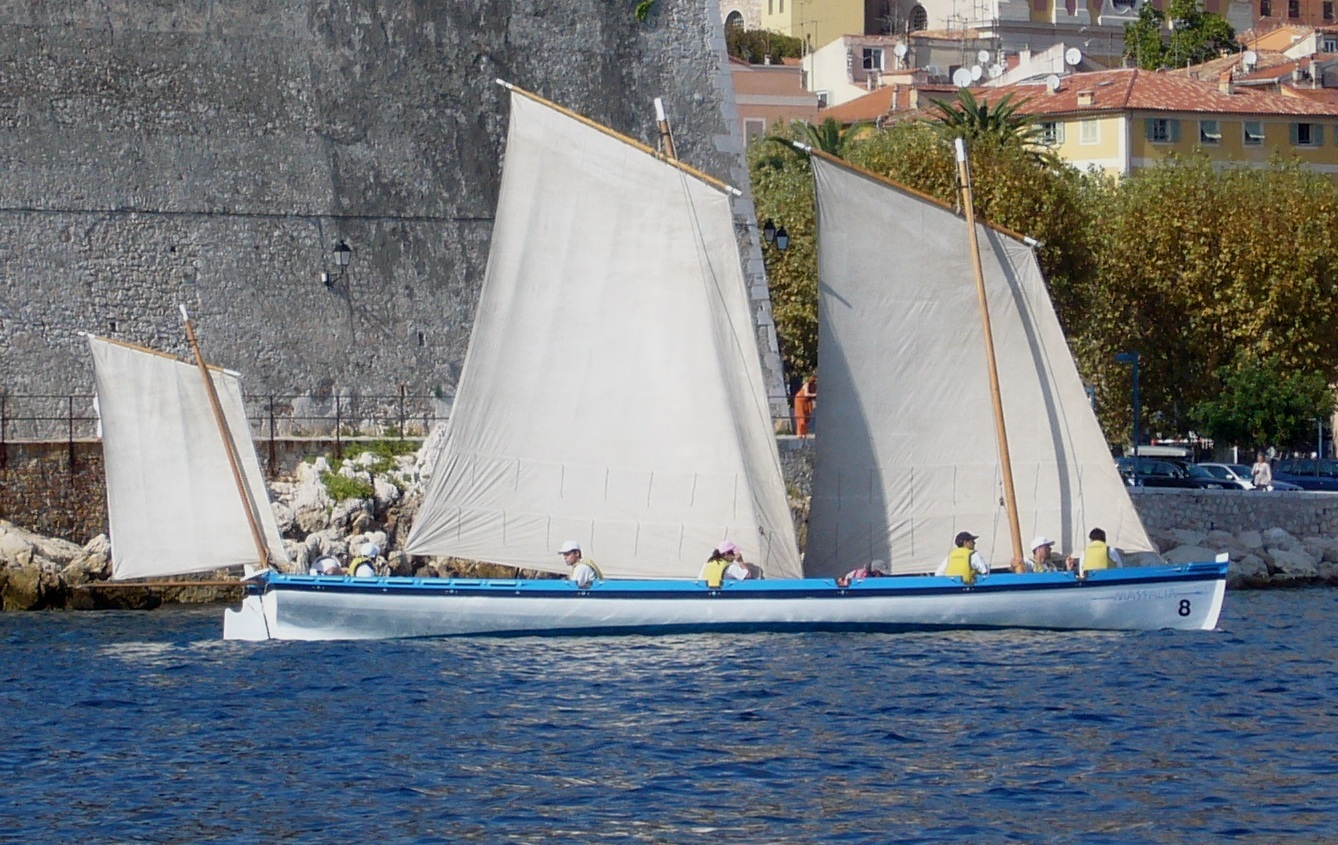
Massalia, Marseille
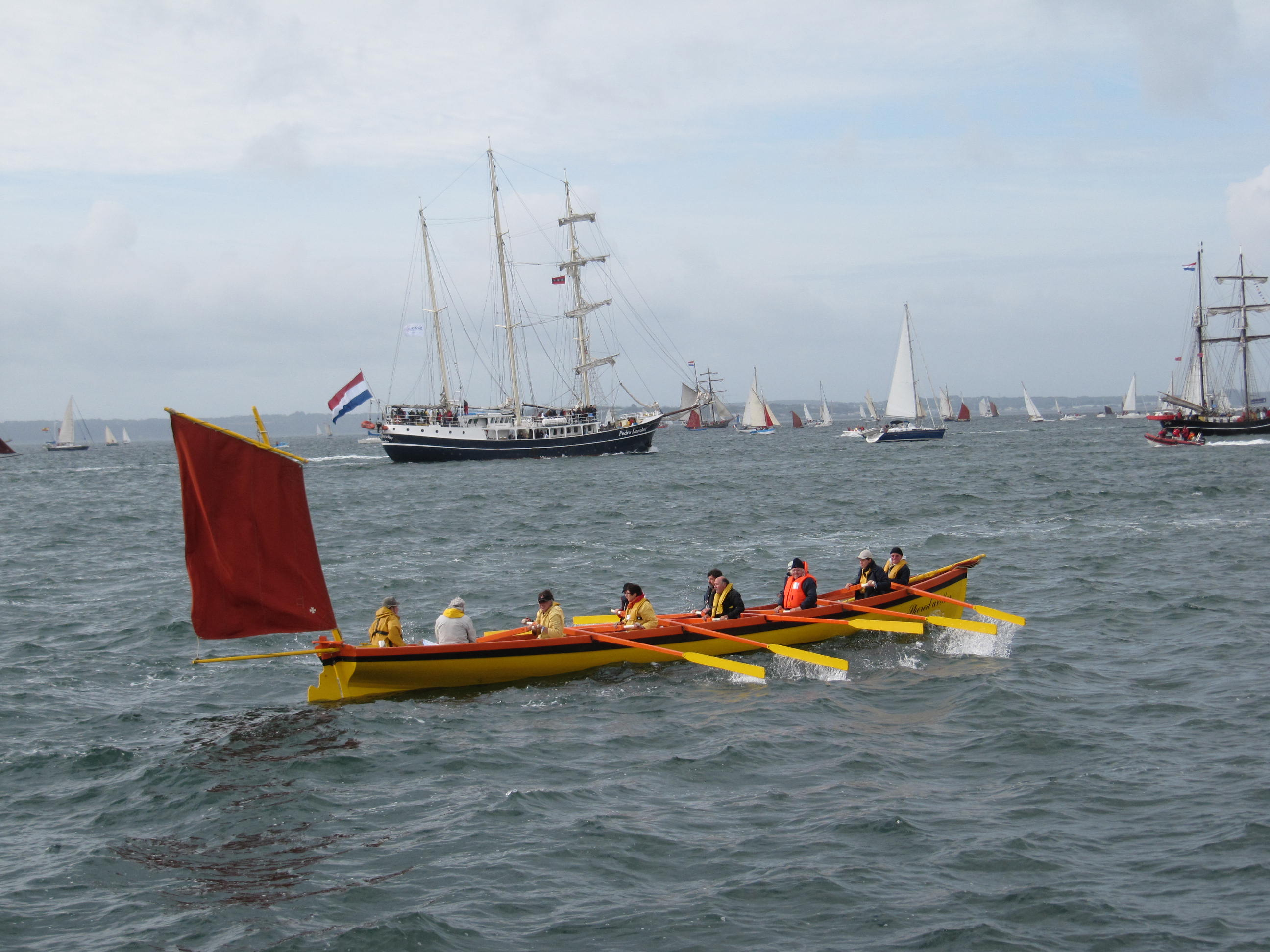
Spered ar Mor, Le Guilvinec
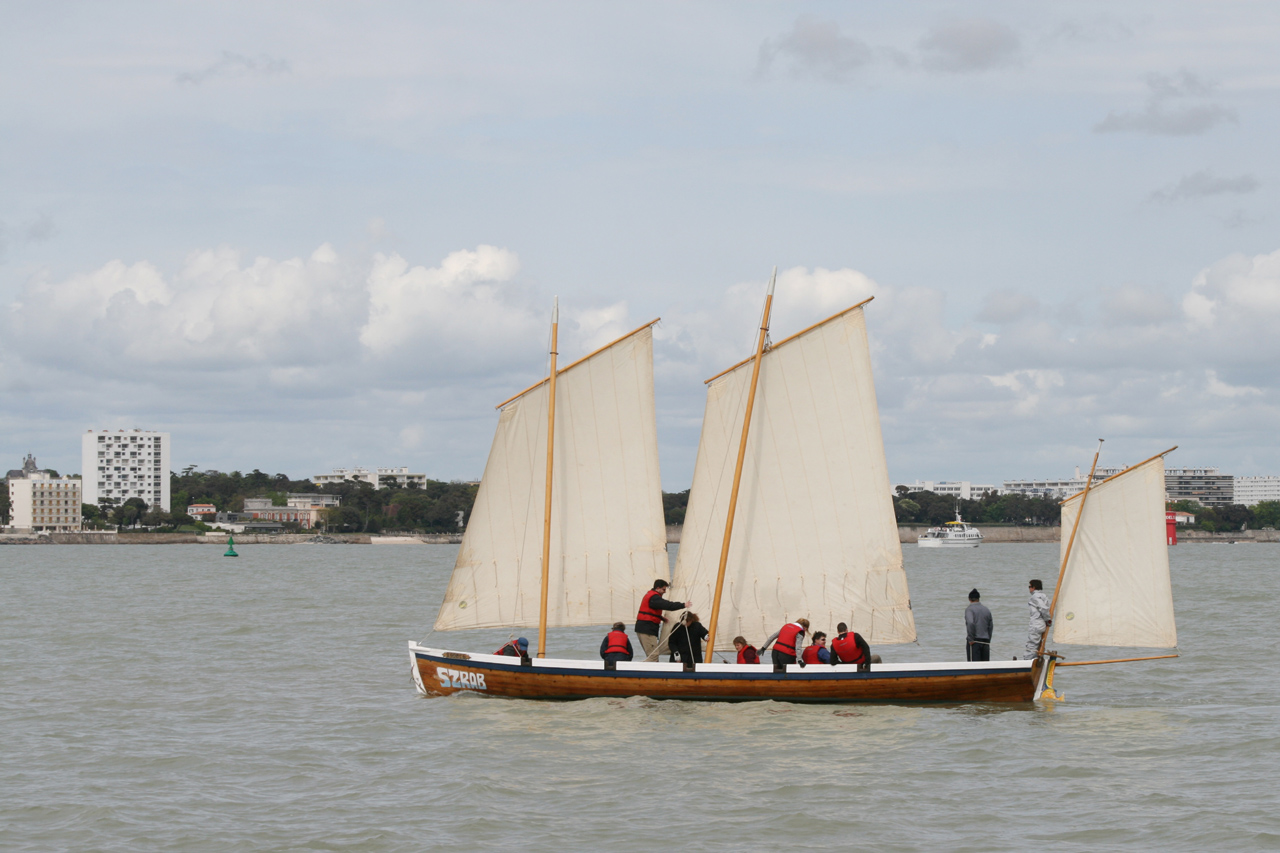
Szrab, Niort
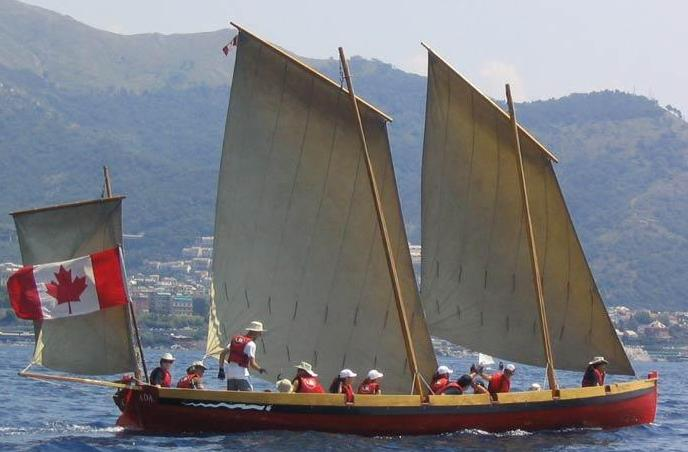
Ténacité, Canada
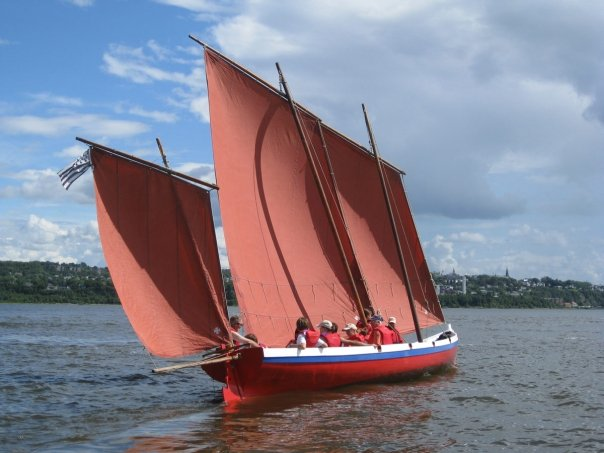
Volonté, Douarnenez
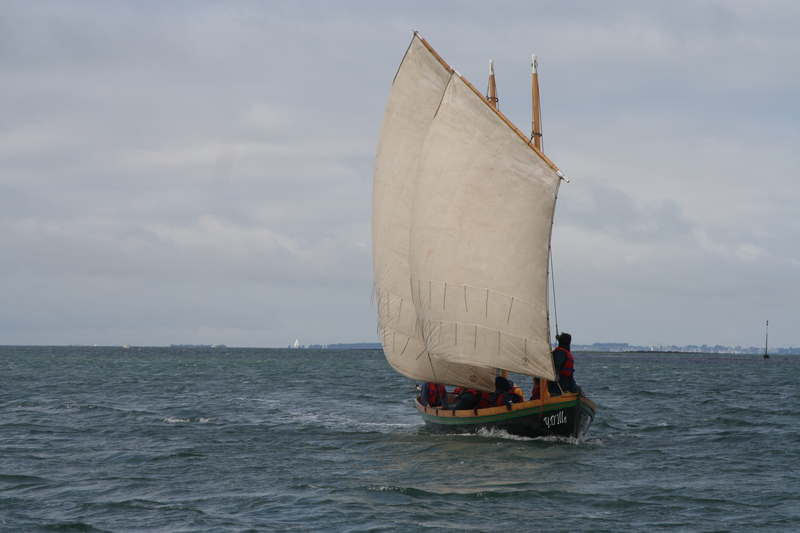
Y D'Ille, Rennes
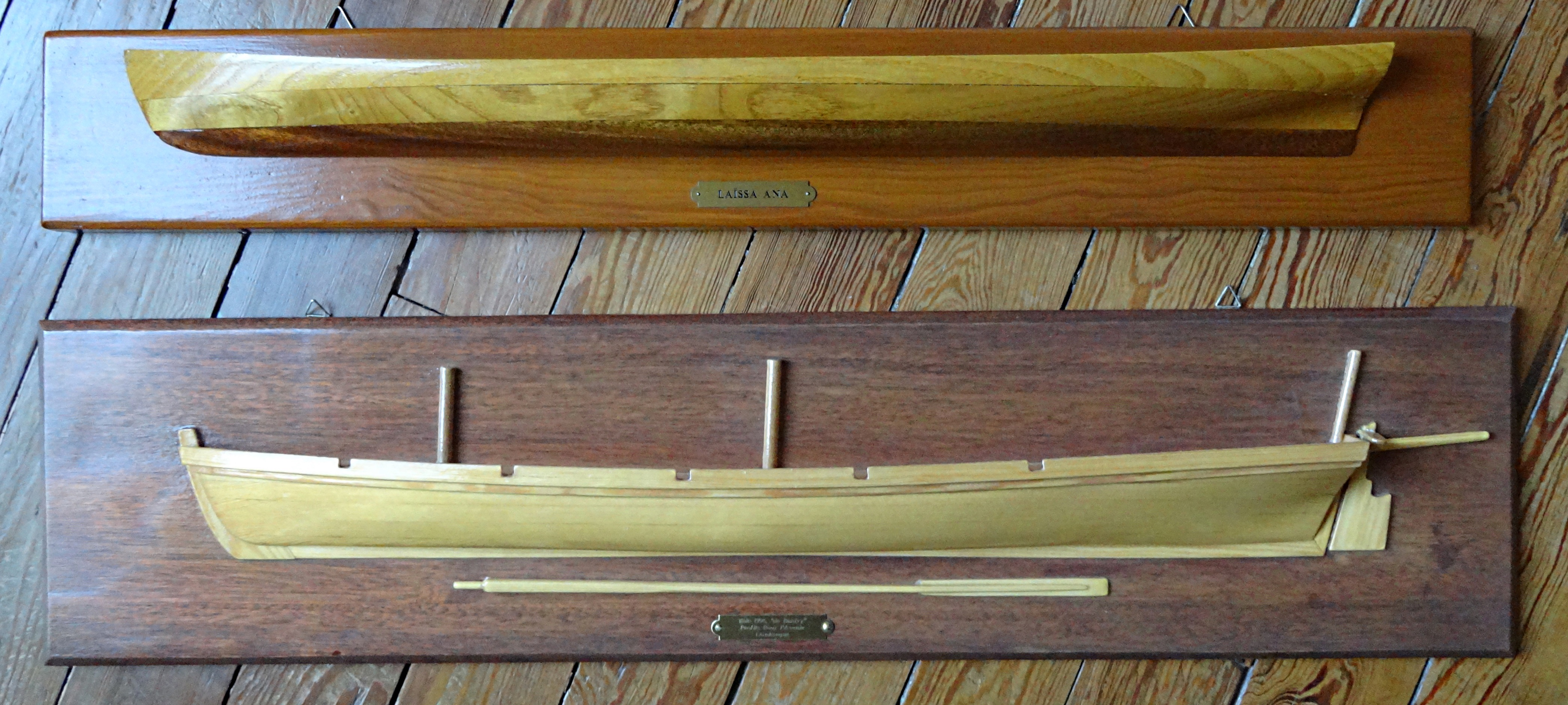
Deux demi-coques de yoles de Bantry : Laïssa Ana (Villefranche-sur-Mer) et Profils pour l'avenir (Dunkerque)